# Allée couverte du Petit Vieux Sou
L'allée couverte du Petit Vieux Sou est un site mégalithique situé à Brecé, dans le département français de la Mayenne.

## Historique
L'édifice est mentionné pour la première fois par M. Pichot en 1907 dans le bulletin de la Commission Historique et Archéologique de la Mayenne, puis une seconde fois, en 1908, par L. Trohel dans ses Souvenirs celtiques du Moyen-Age et des Temps Modernes. En 1942, il semble que la tombe fit l'objet d'un pillage. La première campagne de fouille archéologique n'intervient qu'en 1978, quatre autres suivront jusqu'en 1982.
L'allée couverte a fait l’objet d’une inscription au titre des monuments historiques depuis le 14 juin 1988.

## Description
L'allée couverte a été édifiée à 157 m d'altitude sur le rebord d'un plateau qui domine la vallée de la Colmont. Elle mesure 11 m de long pour une largeur et une hauteur constante tout du long de 1,40 m. Elle est délimitée par vingt-et-un orthostates. L'ensemble est orienté au nord-ouest/sud-est. L'allée comporte une entrée latérale, exactement au milieu de sa longueur, trait caractérisqtue des allées couvertes de type armoricain. Elle est précédée d'un court couloir (2,20 m, perpendiculaire à l'axe de la chambre, composée de quatre orthostates et recouvert d'une unique table de couverture. Les deux piliers d'angle entre le couloir et la chambre ont tous deux été retaillé à leur base d'une gorge d'environ 0,65 m de hauteur sur 0,20 m de profondeur, dessinant ainsi une entrée arrondie en hublot qui devait probablement être obturée à l'origine par une dalle de taille identique.
Le tumulus, de forme ovale (15 m de long pour 6 m de large) devait à l'origine enserrer la chambre telle une gaine étroite. Des contre-piliers ont été placés en quinconce en arrière des orthostates délimitant la chambre, tels des renforts consolidant l'ensemble et comblant les interstices entre deux dalles. Le remplissage du tumulus fut assuré par un mélange d'argile et de sable compacté sur 2 m de large et 0,60 m de hauteur. Le parement externe du tumulus était constitué de grosses pierres plates dressées sur chant et légèrement inclinées vers la chambre. Côté est, ce parement a pu être retrouvé sur une longueur de 7 m. L'ensemble devait être recouvert d'un cairn, dont il ne reste aucune trace, culminant à 2,50 m de hauteur.
Compte tenu de son bon état de conservation, l'allée a pu faire l'objet d'une restauration en reprenant les éléments d'origine. Seuls un orthostat, quatre tables de couverture et les pierres supérieures du cairn ont été reconstitués avec des éléments similaires d'origine locale.

## Fouille archéologique
L'intérieur de la chambre comportait une couche archéologique en sable  de 0,25 m d'épaisseur. En raison de l'acidité du sol, aucun ossement n'avait été conservé. Le mobilier funéraire retrouvé se compose de trois haches polies, deux pointes de flèche et plusieurs lames de silex, auxquels s'ajoutent de nombreux tessons de céramique et sept vases cassés mais quasi complets. Aucun élément de parure n'a été recueilli à l'intérieur de la chambre.
En tenant compte du mobilier funéraire retrouvé hors de la chambre, dans les déblais de la fouille clandestine de 1942 et aux abords du tumulus, au total, ce sont 1 280 objets qui ont été recueillis :
- 13 vases presque complets, 6 vases dont la forme est reconnaissable, 1 petit gobelet percé et  1 180 tessons divers
- 81 objets lithiques dont 5 haches polies (3 en silex, 2 en dolérite), 5 armatures de flèche (3 tranchantes, 2 perçantes) et de nombreux grattoirs et lames,
- 1 pendeloque fine et plate, percée en son sommet, probablement en schiste et 1 perle grossièrement cylindrique en roche dure et grain fin.

La céramique retrouvée « est en général grossière, mal cuite, fragile, sans symétrie ni régularité, franchement bancale parfois ». Elle se compose de vases à fond rond ou plat et d'une variante entre les deux. La décoration des vases se limite à des ponctuations et des rainures assez frustes. Le petit gobelet est de mauvaise facture, dissymétrique et instable, « percé d'un trou de 15 mm sous le rebord », finalement son utilisation ne paraît pas évidente.
Une partie du mobilier est exposée au musée archéologique de Jublains.
La datation au C14 des charbons de bois recueilli en 1979 a donné un intervalle de 3 960 BP +/- 70 ans, soit une fourchette comprise entre 2 800 et 2 260 av. J.-C..